# این سگ می‌خواهد رکسانا را بخورد
این سگ می‌خواهد رکسانا را بخورد رمانی از قاسم کشکولی داستان‌نویس معاصر ایرانی است. این رمان در سال ۱۳۹۴ توسط نشر بوتیمار منتشر شد. این رمان در سال ۱۳۹۷ در دوره‌های هفدهم و هجدهم  جایزه ادبی مهرگان به عنوان بهترین رمان فارسی انتخاب کرده و شایسته دریافت تندیس مهرگان ادب، جایزه نقدی و لوح تقدیر دانسته شد.

## سبک
هیئت داوران  جایزه ادبی مهرگان این رمان را دارای این ویژگیها دانستند: تسلط بر زبان و روایت، ارجاعات بینامتنی و استفاده از عنصر تکرار در جهت انسجام‌بخشی به ساختار رمان، طرح موشکافانه مسائل عمیق ذهن و روان انسان معاصر و روایت لایه‌های درهم تنیده پیرامون یک رویداد تا جایی که مرزهای واقعیت و خیال، عقل و جنون درهم فرومی‌روند و مسئله راوی به مسئله انسان معاصر گره می‌خورد.

## جوایز
- برگزیده  جایزه ادبی مهرگان در بخش رمان، نوولت و داستان بلند در سال ۱۳۹۷